# Raymanninus schmitti
Raymanninus schmitti is een krabbensoort uit de familie van de Polybiidae. De wetenschappelijke naam van de soort is voor het eerst geldig gepubliceerd in 1931 door Rathbun.